# Mário de Azevedo Gomes
Mário de Azevedo Gomes (São Pedro, Angra do Heroísmo, 22 de dezembro de 1885 — São Sebastião da Pedreira, Lisboa, 12 de dezembro de 1965) foi um silvicultor, botânico, professor universitário e político português. Entre outras funções de relevo foi responsável pelo ministério da Agricultura de 24 de dezembro de 1923 a 28 de fevereiro de 1924.

## Biografia

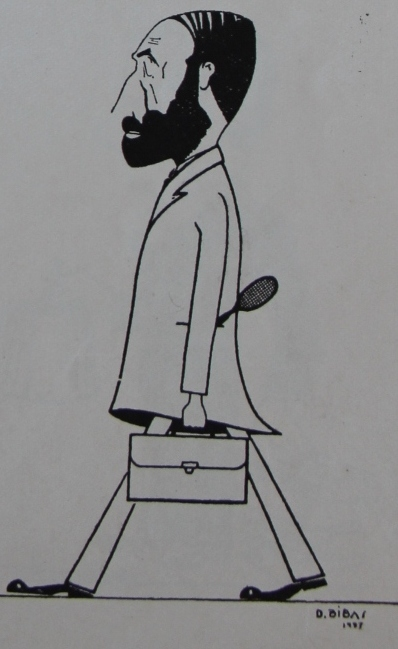
Azevedo Gomes, caricatura de 1937

Mário de Azevedo Gomes era filho do oficial da Marinha Manuel de Azevedo Gomes e de sua esposa Alice Hensler, natural de Paris, filha de Dom Fernando II de Portugal e Elise Hensler, Condessa de Edla.
Licenciou-se em Engenharia Agronómica em 1907, enveredando por uma carreira na área da silvicultura e da investigação e docência universitária.
Colaborou na revista Lusitânia  (1924-1927).
A 5 de agosto de 1918, casou civilmente em Lisboa com Cristina Leopoldina Sousa de Menezes Marcellin Chambica (Cascais, Cascais, 1891 — 1982), doméstica, filha de António José de Oliveira Chambica e de Sofia Palmira Sousa de Menezes Marcellin, doméstica, ambos naturais de Lisboa (ele da freguesia de São Paulo e ela da freguesia de Santa Isabel). Foi padrinho de casamento Amaro de Azevedo Gomes, tio do noivo. Deste casamento nasceram sete filhos.
Morreu a 12 de dezembro de 1965, na freguesia de S. Sebastião da Pedreira, em Lisboa.
A 30 de junho de 1980, foi agraciado, a título póstumo, com o grau de Grande-Oficial da Ordem da Liberdade.

## Principais obras publicadas
- A importância das precipitações devidas ao nevoeiro em regiões costeiras arborizadas: estudo de clima local realizado no Parque da Pena, Sintra.
- Algumas árvores notáveis do Parque da Pena
- Monografia do Parque da Pena – Estudo dendrológico-florestal
- Novas gerações híbridas de Abetos no Parque da Pena

### Eponimia
- Rua Mário de Azevedo Gomes, municipio de Lisboa, distrito de Lisboa. GPS: 38.749313, -9.177859.[7]